# Маполаненг
Маполаненг (англ. Mapholaneng) — одна з місцевих громад, що розташована в районі Мокотлонг, Лесото. Населення місцевої громади у 2006 році становило 8 606 осіб.